# 都甲徠
都甲 徠（とごう きたる、1899年（明治32年）9月3日 - 1991年（平成3年）2月17日）は、日本の陸軍軍人。最終階級は陸軍少将。

## 経歴
大分県出身。農業・都甲喜佐久の三男として生まれる。宇佐中学校（現大分県立宇佐高等学校）卒業を経て、1921年（大正10年）7月、陸軍士官学校（33期）を卒業。同年10月、歩兵少尉に任官し歩兵第64連隊付となる。1932年（昭和7年）11月、陸軍大学校（44期）を卒業した。
1932年（昭和7年）12月、歩兵第37連隊中隊長に就任。1933年（昭和8年）12月、参謀本部付勤務（支那課）となり、参謀本部員、参謀本部付（支那研究員、北京・太原・長沙駐在）、中国駐在を務め、1936年（昭和11年）8月、歩兵少佐に進級。1937年（昭和12年）1月、参謀本部員（支那課）に就任し、1938年（昭和13年）3月、中支那派遣軍司令部付（上海特務部）に発令され日中戦争に出征。1938年（昭和13年）7月、歩兵中佐に昇進し、1939年（昭和14年）3月、参謀本部員（支那課）に転じた。
1941年（昭和16年）3月、参謀本部支那課長に就任し、同年8月、陸軍大佐に進んだ。1942年（昭和17年）4月、支那派遣軍参謀（第2課長）に発令され中国戦線に出征。1944年（昭和19年）12月、支那派遣軍司令部付となり、1945年（昭和20年）6月、陸軍少将に進み、同月、陸軍歩兵学校付となり帰国。同年7月、陸軍省調査部長に就任し終戦を迎えた。同年9月、予備役に編入された。
1947年（昭和22年）11月28日、公職追放仮指定を受けた。

## 栄典
外国勲章佩用允許
- 1941年（昭和16年）12月9日 - 満州帝国：建国神廟創建記念章[6]

## 親族
- 二男 都甲岳洋（外交官）[1]
- 弟 都甲誠一（陸軍中佐）・都甲積（陸軍少佐）[1]